# Pyrus pashia
Pyrus pashia är en päronsart som finns i Himalaya. Pyrus pashia som är en liten frukt, kärv i smaken, går bra att torka.